# Tage Berger
Tage Berger, född 30 augusti 1891 i Nysunds församling, Värmland, död 5 januari 1974, var en svensk ämbetsman.

## Biografi
Efter studentexamen i Örebro 1909 blev Berger filosofie kandidat 1911, studerade vid Sorbonne 1912–1913 och blev filosofie licentiat 1922. Han ägnade sig åt försäkringsverksamhet 1915–1920, anställdes vid Statens Järnvägar 1922 och var byråchef i Järnvägsstyrelsens kommersiella byrå 1941–1957.
Berger var sekreterare i 1934 års luftfartsutredning, ledamot och huvudsekreterare i 1938 års järnvägstaxekommitté, särskilt sakkunnig i 1943 års Norrlandskommitté, ledamot av 1944 års hamnbyggnadsutredning, av 1947 års tågfärjekommitté och av 1948 års järnvägstaxekommitté. Han var svensk regeringsrepresentant i Genève hos Förenta nationernas europakommissions transportkommitté och vid revisionskonferensen för Bernkonventionen angående järnvägstransporter. Han innehade FN-uppdrag i Libanon 1959, statligt konsultuppdrag i Nigeria 1961, var ordförande Järnvägsmännens livförsäkringsförening, ordförande i Svenska turisthotellens riksförbund 1957–1962 och styrelseledamot i Svenska turisttrafikförbundet.
Berger skrev artiklar i svenska och utländska facktidskrifter i allmänna kommunikations- och driftekonomiska frågor. Han är begravd på Visnums kyrkogård.